# Spoluka Point
Der Spoluka Point (englisch; bulgarisch нос Сполука nos Spoluka) ist eine vereiste Landspitze an der Nordenskjöld-Küste des Grahamlands im Norden der Antarktischen Halbinsel. Sie liegt 6,9 km südwestlich des Fothergill Point und 4,35 km nördlich des Kap Worsley auf der Südwestseite der Einfahrt zur Odrin Bay. Sichtbar wurde sie erst durch den Rückzug des Gletschers, der den Arrol-Eisfall beinhaltet, zu Beginn des 21. Jahrhunderts. 
Britische Wissenschaftler kartierten sie bereits 1978. Die bulgarische Kommission für Antarktische Geographische Namen benannte sie 2013 nach der Ortschaft Spoluka im Süden Bulgariens.